# Mario Molina Quiroga
Mario Nicolás Molina Quiroga (Paria, 25 de septiembre de 1940 - Oruro, 5 de agosto de 2024) fue un artesano boliviano de máscaras del Carnaval de Oruro, reconocido sobre todo por haber innovado en el uso de materiales, procesos de manufactura y mecanismos de las máscaras que elaboraba. En 2023 fue condecorado como Ciudadano Notable de Oruro por el Concejo Municipal de dicha ciudad.

## Biografía

### Primeros años
Mario Molina nació en la población de Paria, en el departamento de Oruro, el 25 de septiembre de 1940. Su tatarabuelo, Santiago Nicolás, fue parte de la primera generación de fabricantes de máscaras de la localidad de Paria, seguido por el abuelo de Mario, Hermógenes Nicolás y su tío Trifón Quiroga, de quienes aprendió lo primordial para dar sus primeros pasos como artesano. A los 10 años Mario comenzó como ayudante en la creación de máscaras, a los 12 años realizó su primera máscara de diablo y a los 17 creó su primera máscara de diablo de cinco cabezas. En ese tiempo, las máscaras se hacían con fieltro de sombrero y yeso.

### Innovaciones
Mario abrió su propio taller en la ciudad de Oruro a los 19 años, al que denominó "Taller de máscaras folklóricas el Dragón Dorado". Desde entonces, su habilidad e iniciativa en la innovación tecnológica y de materiales fueron ampliamente reconocidas en el ámbito artesanal, ya que se considera que fue el primer artesano en introducir la fibra de vidrio como material más ligero, resistente y manejable frente al yeso y la hojalata, materiales que se usaban en las caretas más antiguas.
Asimismo en el año 2000, elaboró la primera careta de diablo que lanza fuego, la cual fue hecha para el conjunto folklórico "Diablada Artística Urus". Sus máscaras se utilizaron para danzas como diablada, morenadas, llamerada, wititis y tobas.También se dedicó a la restauración y elaboración de imágenes religiosas.
Este artesano falleció en la ciudad de Oruro el 5 de agosto de 2024 a la edad de 83 años. Sus restos mortales reposan en el mausoleo de ciudadanos notables del Cementerio General de Oruro.

## Trayectoria y reconocimientos
Debido a la importancia de su trabajo, Mario Molina brindó varias entrevistas y recibió varios reconocimientos, entre ellos la condecoración de Ciudadano Notable de Oruro el año 2023.Algunas de sus máscaras fueron exhibidas en lugares como el Museo Británico de Londres y la Casa Blanca en Estados Unidos.
Fue miembro fundador y presidente vitalicio de la Asociación de Artífices de Máscaras Folklóricas "Sebastián Pagador".Impartió cursos a otros artesanos en el arte de la creación de máscaras y transmitió este conocimiento a sus hijos y nietos, asegurando que las técnicas y tradiciones de su oficio se mantengan vivas en las siguientes generaciones. Además de formar a su familia en el arte ancestral, su influencia se extendió a la comunidad, contribuyendo al desarrollo de nuevas generaciones de artesanos que continúan con este legado cultural.
Las máscaras de Mario Molina son testimonio de las tradiciones culturales vivas asociadas al carnaval de Oruro, considerado Obra Maestra del Patrimonio Oral e Intangible de la Humanidad de la UNESCO y que comprende no solo los objetos producidos, sino también los conocimientos técnicos y los contextos culturales en los que los artesanos trabajan.

## Galería

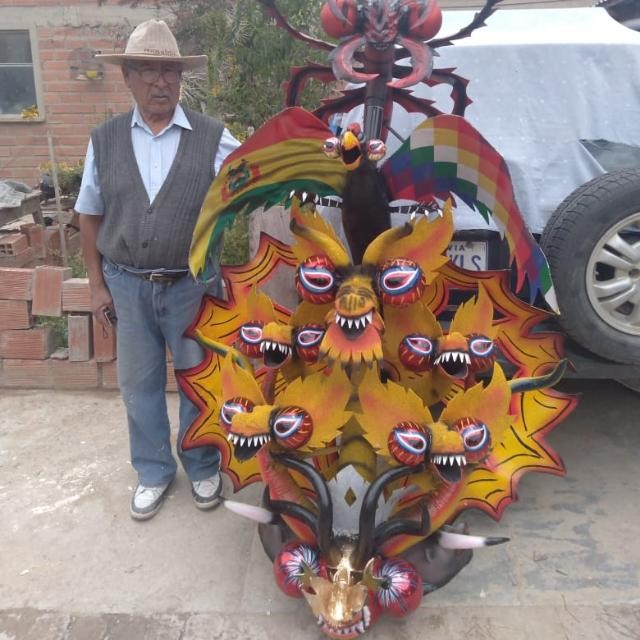
Mario Molina exponiendo sus máscaras
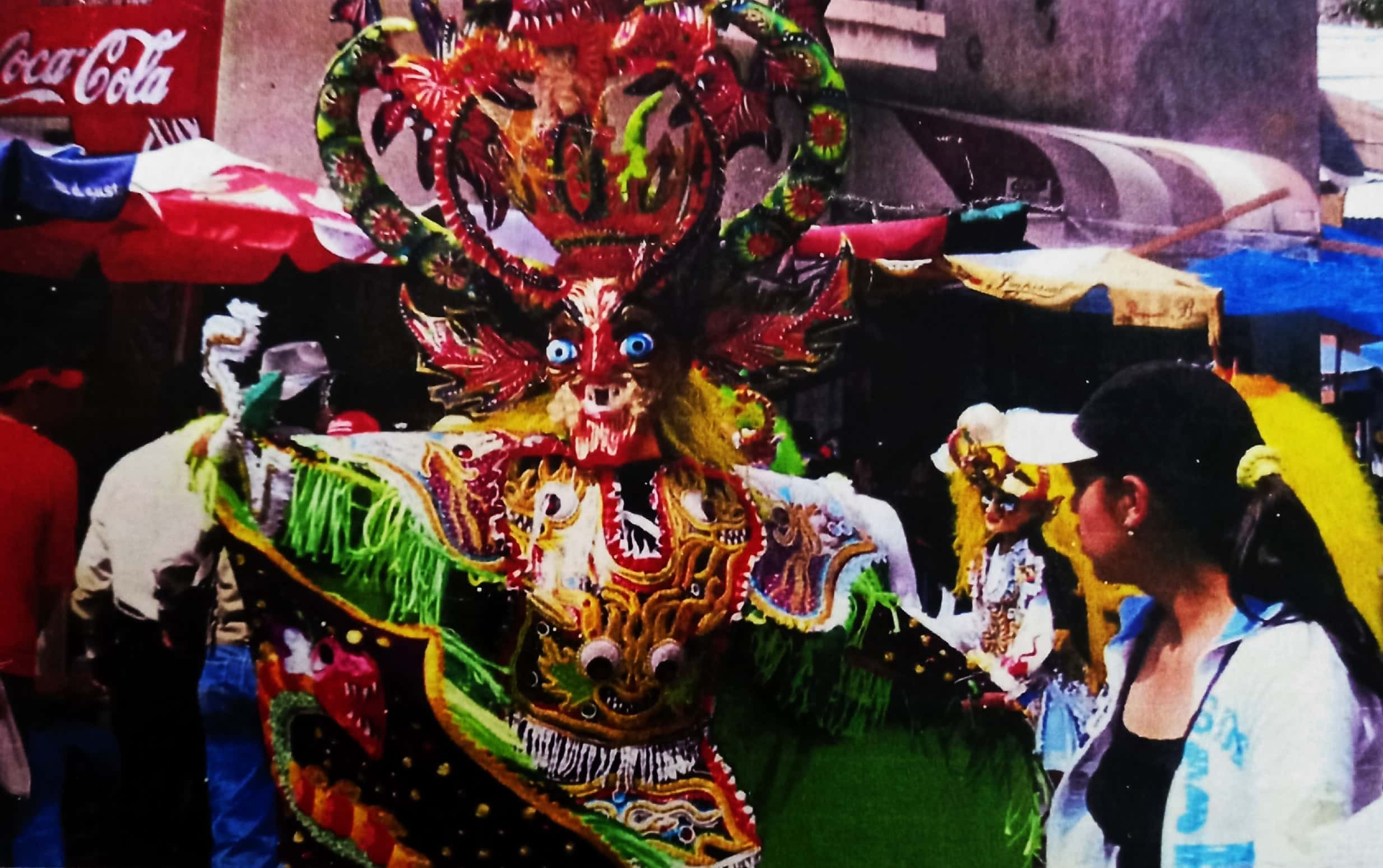
Máscara que bota fuego
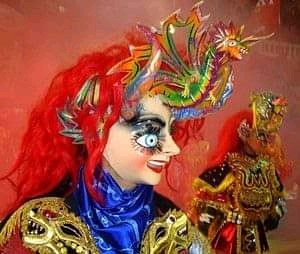
Máscara de diablesa